# 信金キャピタル
信金キャピタル（しんきんキャピタル）は、全国の信用金庫の中央機関である信金中央金庫の全額出資子会社のベンチャーキャピタル。
投資事業組合を組成し、株式公開を目指す企業への投資・支援を行っている。M&A仲介業務も積極的に展開している。地域に根差した幅広いネットワークを持つ信用金庫から、地元の優良中小企業に関する情報の収集に強みがある。